# 연애선생
《연애선생》(恋爱先生)는 2018년 방송되었던 중국의 드라마이다.

## 소개
- 우연한 기회에 원수가 된 두 남녀의 로맨스를 다룬 드라마

## 등장 인물
- 진둥 - 청하오 역
- 장수잉 - 뤄모 역
- 이내문 (李乃文) - 장밍양 역
- 이종한 (Calvin) - 쑹닝위 역
- 신즈레이 - 구야오 역
- 톈위 (田雨) - 저우베이예 역
- 송연비 - 차오이린 역
- 니다훙 - 청홍두 역
- 최혁 (崔奕) - 리우젠젠 역
- 주강일요 (朱刚日尧) - 왕옌 역